# Battaglia di Riade
La battaglia di Riade venne combattuta il 15 marzo 933 alla confluenza del fiume Unstrut con la Helme, in Turingia, tra il Regnum Teutonicorum, retto da Enrico I di Sassonia, e il popolo dei Magiari. Lo scoppio della battaglia risale alla decisione del Sinodo di Erfurt, presa nel 932, di non pagare più il tributo che annualmente corrispondevano ai nemici.
A seguito di una pesante sconfitta subita dai Franchi di Enrico contro i Magiari, nel 926, i primi riuscirono comunque a catturare un nobile magiaro e ad ottenere una tregua decennale in cambio di un tributo annuale. Il periodo di pace fu utilizzato per costruire fortezze, armare un numeroso esercito con cavalleria pesante ed assoggettare le tribù slave insediate ad est dell'Elba. Una volta rafforzato il suo regno, Enrico si assicurò la collaborazione della Chiesa, che smise di pagare il tributo.
Secondo il Vitichindo di Corvey, l'esercito magiaro fuggì dal campo di battaglia non appena vide arrivare la cavalleria teutonica. La vittoria, ottenuta da un esercito composto con l'aiuto di tutti i ducati tedeschi, consolidò il regno dei Franchi Orientali.